# ペリジニン
ペリジニン(Peridinin)は、集光カロテノイド、つまりクロロフィルに共存する色素である。渦鞭毛藻のペリジニン-クロロフィル-タンパク質(PCP)光収穫複合体で見られ、Amphidinium carteraeで最も良く研究されている。

## 構造

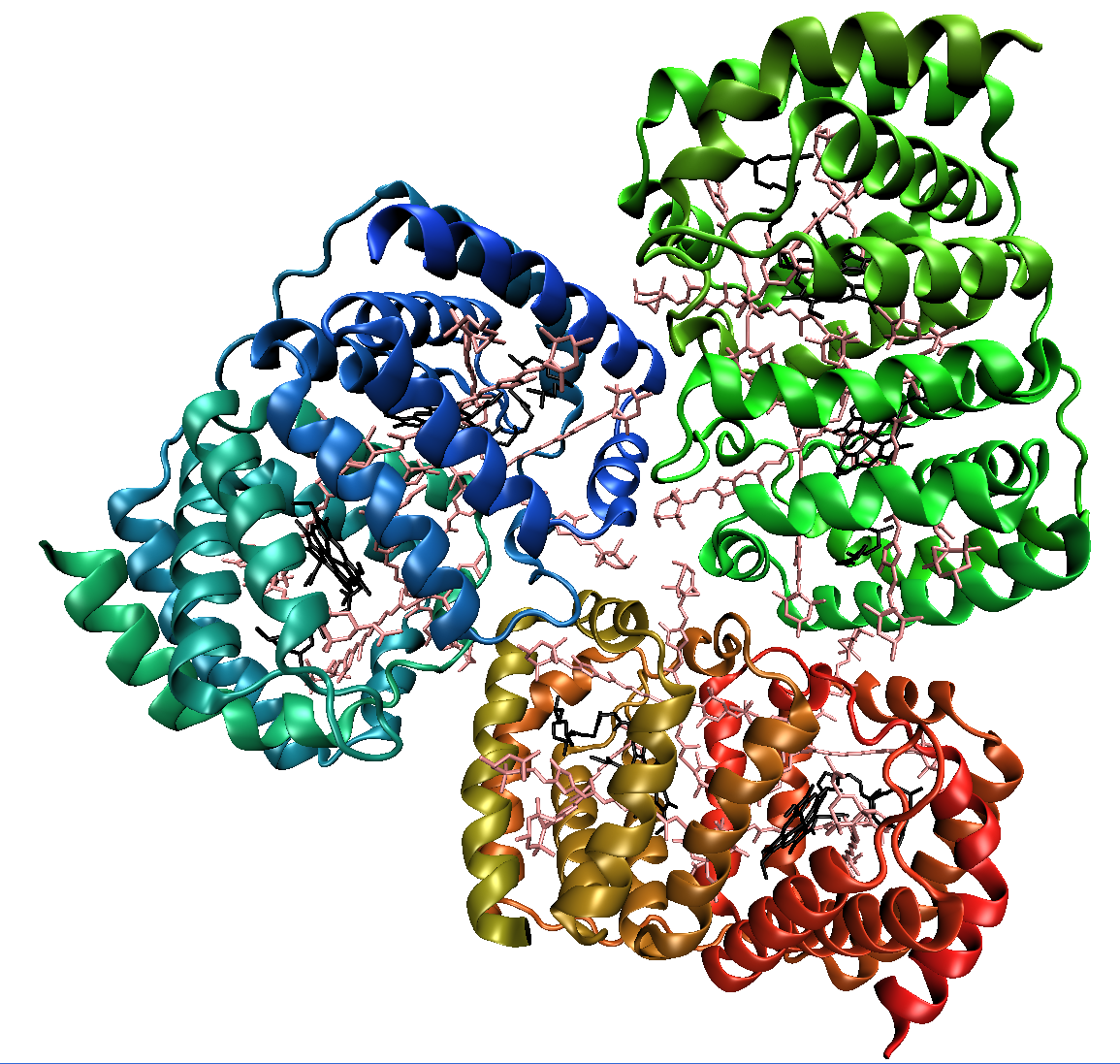
ペリジニン-クロロフィル-タンパク質光収穫複合体。ペリジニン分子はピンク色で、クロロフィル分子は黒色で表されている。

PCP複合体は、ペリジニンのクロロフィルに対する高い比率が特徴である。大部分の光収穫複合体はペリジニンよりもクロロフィルを多く含むが、PCPでは8つのペリジニン分子と2つのクロロフィル分子が、ペリジニン-クロロフィル間のエネルギー伝達を促進するように並んでいる。PCP複合体は、分子量35kDaで、珍しいαソレノイド構造の三量体タンパク質である。

## スペクトル
- 極大吸収: 483 nm<
- 極大放射: 676 nm

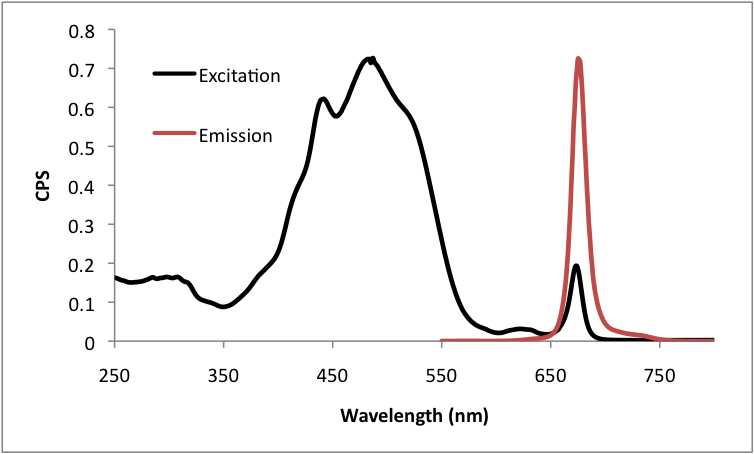
ペリジニンクロロフィル(PerCP)の放出及び励起スペクトル

- 減衰係数 (ε): 1.96 x 106 M−1cm−1

- A483/A280 ≥ 4.6

## 応用
ペリジニンクロロフィル(PerCP)は、蛍光活性化セルソーターやフローサイトメトリー等の免疫学的検定によく用いられる。蛍光色素分子はタンパク質または抗体と共有結合し、研究に用いられる。